# المخشاش (المحفد)

تعديل مصدري - تعديل

المخشاش هي إحدى قرى عزلة المحفد بمديرية المحفد التابعة لمحافظة أبين، بلغ تعداد سكانها 76 نسمة حسب تعداد اليمن لعام 2004.